# Begonia kachinensis
Espèce
Begonia kachinensis est une espèce de plantes de la famille des Begoniaceae.
Elle a été décrite en 2011 par Nobuyuki Tanaka.